# Augusto Pestana
Augusto Pestana è un comune del Brasile nello Stato del Rio Grande do Sul, parte della mesoregione del Noroeste Rio-Grandense e della microregione di Ijuí.
La città porta il nome di Augusto Pestana, un politico ed ingegnere brasiliano.